# Szellő
Szellő là một thị trấn thuộc hạt Baranya, Hungary. Thị trấn này có diện tích 5,96 km², dân số năm 2010 là 150 người, mật độ 25 người/km².